# Masacre de Koriúkivka

La Masacre de Koriúkivka refiere al asesinato en masa de 6700  residentes de la aldea de Koriúkivka (ahora una ciudad en la región de Chernihiv en Ucrania ), ucranianos étnicos,  llevado a cabo el 1 y 2 de marzo de 1943 por unidades de la gendarmería húngara durante la Segunda Guerra Mundial .

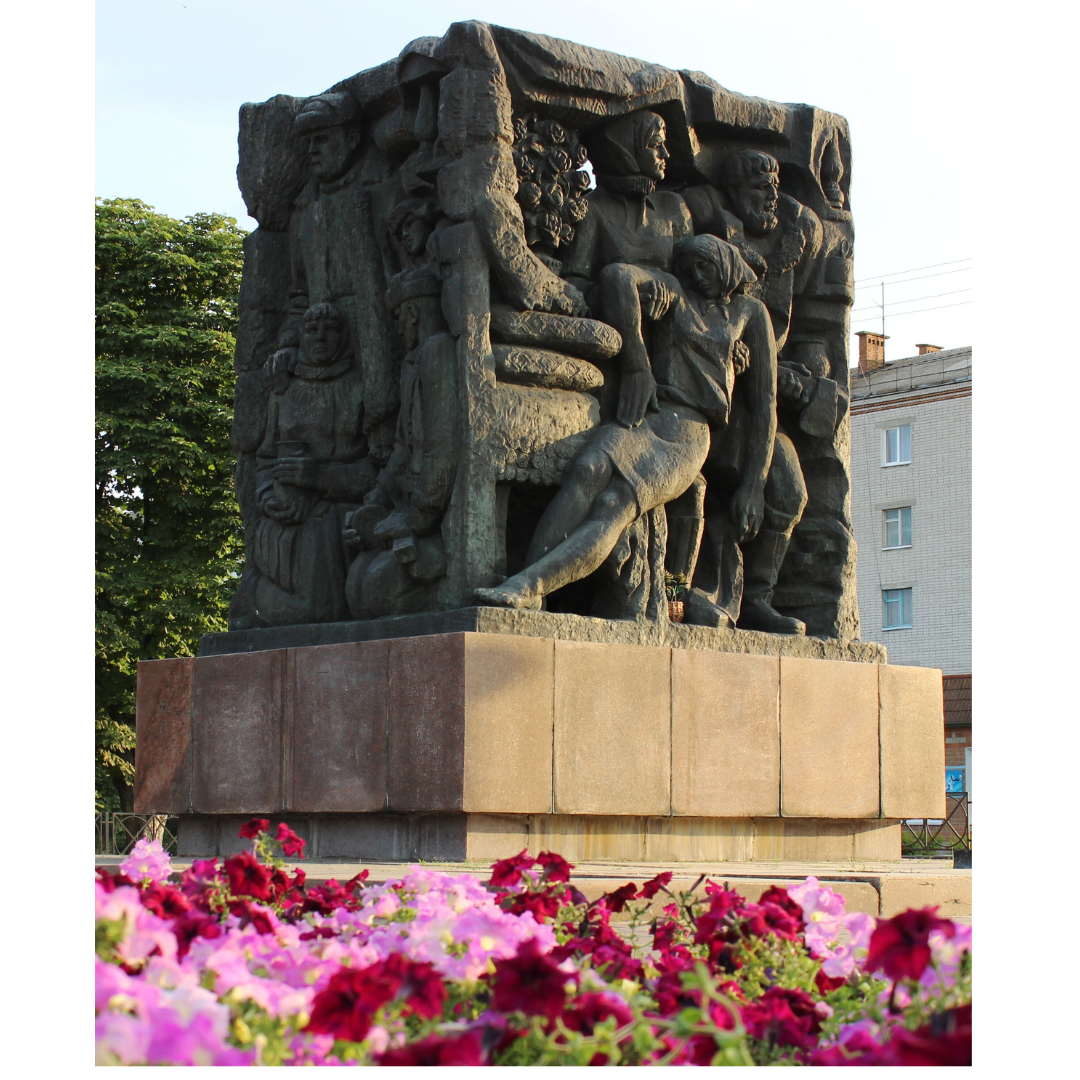
Monumento a las víctimas de la massacre de Koriúkivka de 1943

La magnitud de la tragedia en Koryukiv es excepcional en comparación con otros lugares en Ucrania, la URSS y Europa. El número de víctimas de las masacres de Koryukiv es aproximadamente 45 veces mayor que el de la Masacre de Jatín en Bielorrusia, 41 veces mayor que el de la Masacre de Lídice en Checoslovaquia, y 12 veces mayor que el de la Masacre de Oradour-sur-Glane en Francia.
La matanza masiva de civiles fue una operación punitiva de unidades húngaras en respuesta a las acciones de los partisanos soviéticos liderados por el oficial del NKVD Oleksiy Fedorov. Aunque el grupo partidista de O. Fedorova superaba en número a los Punishers casi diez veces, los partisanos no tomaron medidas para rescatar a los residentes de Koriúkivka.

## Eventos anteriores
Durante la ocupación alemana, los bosques cercanos al pueblo de Koriúkivka se convirtieron en el principal centro del movimiento partisano soviético en la región de Chernihiv. La esposa y los hijos de Feodosiy Stupak, quien era uno de los comandantes de la unidad de sabotaje y también el jefe de la granja colectiva local, fueron arrestados y encarcelados en la prisión de Koriúkivka. El 26 de febrero de 1943, la esposa de F. Stupak fue asesinada. 
En la noche del 27 de febrero,destacamentos de un grupo partisano de tropas del oficial del NKVD de la URSS Oleksiy Fedorov atacaron la guarnición local, que estaba formada principalmente por soldados húngaros.Durante la operación, 78 soldados murieron y ocho fueron capturados  Hijos del comandante F. Stupaka y varias personas fueron liberadas de prisión, algunos edificios volaron por los aires. Sam F. Stupak murió. 
El día siguiente al ataque de los saboteadores, la salida del pueblo ya estaba cerrada o bloqueada.. Sin embargo, al menos una mujer con tres hijos logró escapar de Koriúkivka ese día 

## Masacre
En la mañana del 1 de marzo de 1943, llegó a Koriúkivka una unidad de la gendarmería húngara (perteneciente a la 105.ª división ligera bajo el mando del teniente general Zoltan Johann Aldy-Papa). Inicialmente, los húngaros intentaron reunir a todos los habitantes en el centro del pueblo. Sin embargo, cuando algunos residentes, anticipando un inminente peligro, intentaron escapar, los verdugos comenzaron a ingresar a todas las casas y disparar a sus ocupantes. Aquellos que fueron llevados al centro fueron ejecutados en los principales edificios del pueblo, como restaurantes y teatros. En el restaurante murieron unas 500 personas. Cinco lograron sobrevivir  Se emitió una orden para matar a todos los residentes de Koriúkivka que huyeron a los asentamientos vecinos 
Según los informes médicos forenses realizados después de la guerra, las muertes ocurrieron a causa de disparos con armas automáticas y ametralladoras, golpes con objetos contundentes, y quemaduras causadas por fuego vivo.  .
El 2 de marzo comenzaron a incendiarse casas llenas de cadáveres (más de 500 cadáveres sólo en el restaurante), pero las matanzas continuaron. Los Punishers recorrieron el pueblo, capturaron a las personas y las arrojaron vivas a casas en llamas. Vira Silchenko, quien se escondió en un pajar, presenció cómo estos individuos despiadados lanzaban a su madre, su hermana y su nuera al fuego. Al mismo tiempo, grandes grupos de personas fueron asesinadas a tiros con ametralladoras en el patio de la iglesia, en el patio de la granja colectiva y en la pocilga. Para el final del día 2 de marzo, Koriúkivka estaba prácticamente destruida por completo debido a los incendios.
Casi todo en Koriúkivka quedó reducido a cenizas, salvándose solamente diez casas de ladrillo y una iglesia.. Los habitantes de los asentamientos vecinos fueron intimidados para que no prestaran asistencia a la población de Koryukiv. Los sobrevivientes de Koriúkivka se ocultaron en el bosque o huyeron. Algunos de ellos regresaron después de unos días, principalmente personas mayores.
El 9 de marzo, los húngaros volvieron a Koriúkivka y prendieron fuego a los habitantes vivos.
Como consecuencia de la acción punitiva en Koriúkivka, aproximadamente 7.000 civiles perdieron la vida y 1.290 edificios fueron incendiados. Aún se desconoce la identidad de 5.612 víctimas de los asesinatos en masa. Koriúkivka fue casi completamente destruida por el fuego y su población fue exterminada..  

## Culpables
De acuerdo con documentos soviéticos, específicamente la resolución de la Comisión Regional de Chernihiv para la investigación de los crímenes cometidos por los invasores húngaros en Koriúkivka, fechada el 17 de diciembre de 1943. , el asesinato en masa fue cometido por soldados de la 105.ª división ligera del teniente general Zoltan Johan Aldy-Papa y una unidad rusa de la Schutzmanschaft  . El número de autores de este crimen de guerra es de 300 a 500 personas.
La dirección del Instituto Ucraniano de la Memoria Nacional ha solicitado información sobre los autores directos de la tragedia de Koryukiv al archivo del Servicio Federal de Seguridad de Rusia . En una comunicación oficial del Servicio Federal de Seguridad de Rusia se indica que las ejecuciones masivas de la población civil, la destrucción de asentamientos en la región de Chernihiv y otros crímenes de guerra en el territorio de la región entre octubre de 1942 y septiembre de 1943 fueron cometidos por militares del ejército húngaro. 105.ª División Ligera del grupo de tropas de ocupación del Este siguiendo las instrucciones del comandante del grupo, el teniente general Aldy-Papa Zoltan Yohan, nacido en 1895, natural de Budapest. En total, las unidades húngaras participaron en la destrucción de hasta 60.000 civiles en la provincia de Chernihiv. La orden de llevar a cabo la acción punitiva fue dada por el Jefe de Estado Mayor del 399º Comandante de Campo Principal Bayer Bruno Franz, nacido en 1888, originario de la ciudad alemana de Kassel  .
Actualmente se omite la implicación en esta operación punitiva de la 399.ª gendarmería de campaña, que también estuvo directamente involucrada en ella. Se sabe con certeza que esta parte estaba ubicada en la ciudad de Koriúkivka   en el momento de la tragedia.
La razón por la que se omite este hecho es que la 399.ª gendarmería de campaña estaba compuesta principalmente por soldados rusos. Tenían un uniforme que se parecía a la ropa de los cosacos del Don. Esto se menciona, en particular, en las memorias M. M. Popudrenko, contemporáneo de esos acontecimientos, uno de los organizadores del movimiento partidista soviético en el territorio de Ucrania, comandante del destacamento partidista regional de Chernihiv.

## Inactividad de los partisanos.
Los historiadores de Chernihiv, S. Pavlenko y S. Butko, opinan que los partisanos podrían haber salvado al menos a algunos de los habitantes de Koriúkivka de la muerte, pero decidieron no hacerlo deliberadamente.
Según datos oficiales, a principios de 1943, el sindicato del primer secretario del comité regional de Chernihiv del PC(b)U O.Fedorov tenía 12 destacamentos con un total de 5.500 soldados; la mayoría de ellos tenían su base cerca de Koriúkivka, en pueblos vecinos.Según los historiadores, el número de castigadores enviados para la "acción de venganza" fue de aproximadamente 300 a 500 personas.
Después de la guerra, uno de los partisanos de la unidad de Fedorov admitió: "No teníamos ningún órdenes. Solo estábamos observando".
Numerosas órdenes de los altos mandos militares ordenaron a los partisanos sabotear y destruir la mano de obra enemiga, pero no hay un solo documento que indique la necesidad de proteger a la población civil. Se podría especular que al incitar a los nazis a cometer masacres masivas, los saboteadores estaban realmente siguiendo la directiva de Moscú de "incitar al pueblo ucraniano a luchar contra los ocupantes". 
Según el historiador de Chernihiv, Serhiy Butko: "Ni una sola operación punitiva de los hitlerianos fue interrumpida por las unidades partisanas de Stalin, porque era beneficioso que ocurrieran tantas atrocidades como fuera posible por parte de la administración alemana. Todos eran conscientes de que los ocupantes alemanes respondían con la ejecución de hasta 100 personas por cada soldado alemán asesinado, y siguieron esta orden rigurosamente. Además, los miembros de la resistencia y los partisanos, tras matar a un soldado alemán, ni siquiera recuperaban el cuerpo.
Esto ocurría a menudo sólo en zonas pobladas, después de lo cual los nazis inmediatamente dispararon contra los civiles e incendiaron la aldea. Era necesario demostrar a la población de Ucrania que el Holodomor de 1932-1933, las ejecuciones de los años 1930 — es más o menos así, y el régimen alemán es mucho más terrible."
Por otro lado, Hitler creía que la guerra de guerrillas permitía identificar "elementos indeseables" que debían ser eliminados. Según los planes del Reichsführer SS Himmler, la población eslava debía reducirse a 30 millones. 

## Memoria
La propaganda soviética elevó a Khatyn en Bielorrusia, donde murieron 149 residentes (según datos alemanes modernos), como un símbolo de los crímenes de guerra nazis en el territorio de la URSS. Sin embargo, el exterminio de aproximadamente 7.000 ucranianos en Koriúkivka, en la región de Chernihiv, fue en realidad ocultado por razones ideológicas. 
El periodista Yuriy Potashnii planteó la hipótesis de que los ideólogos soviéticos utilizaron a Khatyn como escudo para enmascarar de alguna manera su terrible crimen cerca del pueblo de Katyn en la región de Smolensk del mismo nombre. En la primavera de 1940, alrededor de 22.000 prisioneros de guerra polacos fueron ejecutados en la URSS, con varios miles de ellos asesinados en los bosques de Katyn/Hoy en día, estos hechos se conocen como la masacre de Katin . 
Massacre en dos días (1-2 de marzo de 1943) r.) por los invasores alemanes y sus aliados, más de 6.700 habitantes pacíficos del pueblo de Koriúkivka fueron calificados como la mayor tragedia de la Segunda Guerra Mundial en los juicios de Nuremberg .  Sin embargo, este evento — una gran rareza en las obras sobre la guerra.  No hay ninguna mención de ello en los libros de texto. 
En 1977, en la época de la URSS, se construyó en la ciudad de Koriúkivka un monumento conmemorativo de granito con el nombre oficial "en honor a la heroica resistencia de la población frente a los invasores fascistas alemanes". En consecuencia, la tragedia de Koriúkivka siguió siendo silenciada. La autora del monumento es la famosa escultora ucraniana Inna Kolomiets . Frente al monumento se instaló un "fuego eterno" .
Hoy, en la Ucrania independiente, en la ciudad de Koriúkivka, frente al mismo monumento se honra la memoria de aquellos que fallecieron durante la tragedia de 1943. El monumento representa a civiles heridos: mujeres, niños y ancianos. En Koriúkivka, se ha establecido la tradición de que las parejas recién casadas coloquen flores en el monumento como parte de su celebración. En 2021, el Presidente alemán visitó el memorial de Babyn Yar y Koriúkivka para honrar a las víctimas de la masacre.